# Dmytro Kotovsky
Dmytro Kotovsky (en ucraniano: Дмитро Котовський; Rivne, 8 de noviembre de 2001) es un deportista ucraniano que compite en esquí acrobático. Ganó dos medallas en el Campeonato Mundial de Esquí Acrobático, en los años 2023 y 2025, ambas en la prueba de salto aéreo por equipos.

## Medallero internacional
| Campeonato Mundial | Campeonato Mundial  | Campeonato Mundial | Campeonato Mundial      |
| Año                | Lugar               | Medalla            | Prueba                  |
| ------------------ | ------------------- | ------------------ | ----------------------- |
| 2023               | Bakuriani (Georgia) | Medalla de bronce  | Salto aéreo por equipos |
| 2025               | Engadina (Suiza)    | Medalla de plata   | Salto aéreo por equipos |